# Médias tactiques (marketing)
Pour la forme d'activisme, voir Médias tactiques (activisme).
Les médias tactiques (ou médias de proximité) regroupent un ensemble de supports publicitaires alternatifs aux médias traditionnels. Ils ont été longtemps rattachés à l'affichage.
Les médias tactiques constituent une famille hétérogène qui s’est fortement développée depuis les années 1990. Le marché des médias tactiques a connu une profonde mutation entre 2008 et 2010 avec l'émergence de quelques régies publicitaires majeures, mais aussi la création de cellules dédiées à ces supports dans les grandes agences médias.
Les régies spécialisées dans les médias tactiques en France ont essayé de se fédérer : Association des supports et médias tactiques (ASMT), créée en 2003, Association des médias de proximité (AMP) plus récemment ; mais cet effort a vite rencontré des limites en raison de l'hétérogénéité des supports concernés et des intérêts divergents des sociétés importantes et des petits acteurs du secteur.
L'une des difficultés du secteur est de mettre en place des outils de mesure des retombées,.

## Caractéristiques
Ils se démarquent des grands réseaux « traditionnels » par au moins un des éléments suivants :
- une capacité à toucher des cibles spécifiques ;
- une capacité à toucher les individus dans des moments de détente où ils sont particulièrement réceptifs ;
- une capacité de ciblage géographique très précise (allant parfois jusqu'au quartier) ;
- une durée et une qualité de contact publicitaire souvent hors norme qui favorisent la mémorisation (8 minutes pour les boîtes de pizza et 36 minutes pour les sets de tables) ;
- une capacité créative ouverte.

## Principaux réseaux
Parmi les supports d’affichage étant considérés comme tactiques, on peut citer entre autres :
- l’affichage indoor dans les bars et cafés
- le sac à pain publicitaire (en boulangerie)
- le gobelet publicitaire dans les distributeurs automatiques au sein des entreprises, des facs et des grandes écoles
- le set de table publicitaire
- la serviette publicitaire
- l'affichage sur les tables de café à plateau-boîtier clipable[1], sur les parasols, etc.
- la boîte de pizza publicitaire
- les tickets de parking
- l’affichage sur les taxis
- l’affichage indoor dans les salles de gym
- l'affichage en salle d'attente des cabinets médicaux
- l’affichage extérieur en camping